# Dieter Adler (Sportjournalist)
Dieter Adler (* 16. April 1936 in Heidelberg; † 9. November 2024 in Hannover) war ein deutscher Sportjournalist mit den Schwerpunkten Leichtathletik, Basketball und Fußball.

## Leben
Adler wuchs in Nördlingen auf und machte dort auch das Abitur am humanistischen Gymnasium. Danach studierte er Geschichte, Politik und Altphilologie in Tübingen, München und Frankfurt am Main. Im Jahr 1960 begann er ein Volontariat beim Hessischen Rundfunk und blieb bis 1965 beim Sender, anschließend wechselte er zur Deutschen Welle nach Köln. Von 1972 bis 1988 war er als freier Journalist für den WDR in Köln tätig, danach wechselte Adler zum NDR nach Hannover. Dort war er zunächst Leiter der Sportredaktion beim Hörfunk und danach Chef vom Dienst bei der Fernsehredaktion Aktuelles. In den 1990er-Jahren moderierte er regelmäßig das Regionalmagazin Hallo Niedersachsen.
Der Sportberichterstatter Adler gehörte zusammen mit Ernst Huberty und Addi Furler bereits in den frühen 1960er Jahren zum ersten Moderatorenteam der ARD Sportschau und ab den 1970er Jahren auch Sport III im dritten Fernsehprogramm des NDR. Von 1971 bis 2002 berichtete Dieter Adler für die ARD von nahezu allen großen Leichtathletik-Veranstaltungen und war bei sechs Olympischen Spielen live vor Ort, von 1988 bis 2002 bildete er dabei ein Team mit Gerd Rubenbauer. Bei den Weltmeisterschaften 1999 erlitt er einen Herzinfarkt.
Im Jahr 2006 wurde Dieter Adler vom Deutschen Leichtathletik-Verband mit dem Medienpreis geehrt. Beim Deutschen Sportjournalistenpreis 2015 erhielt er den Preis für sein Lebenswerk.
Im November 2024 starb er im Alter von 88 Jahren.